# Quercus crispipilis
Quercus crispipilis — вид рослин з родини букових (Fagaceae); поширений в Гватемалі й Мексиці (Чіапас).

## Опис

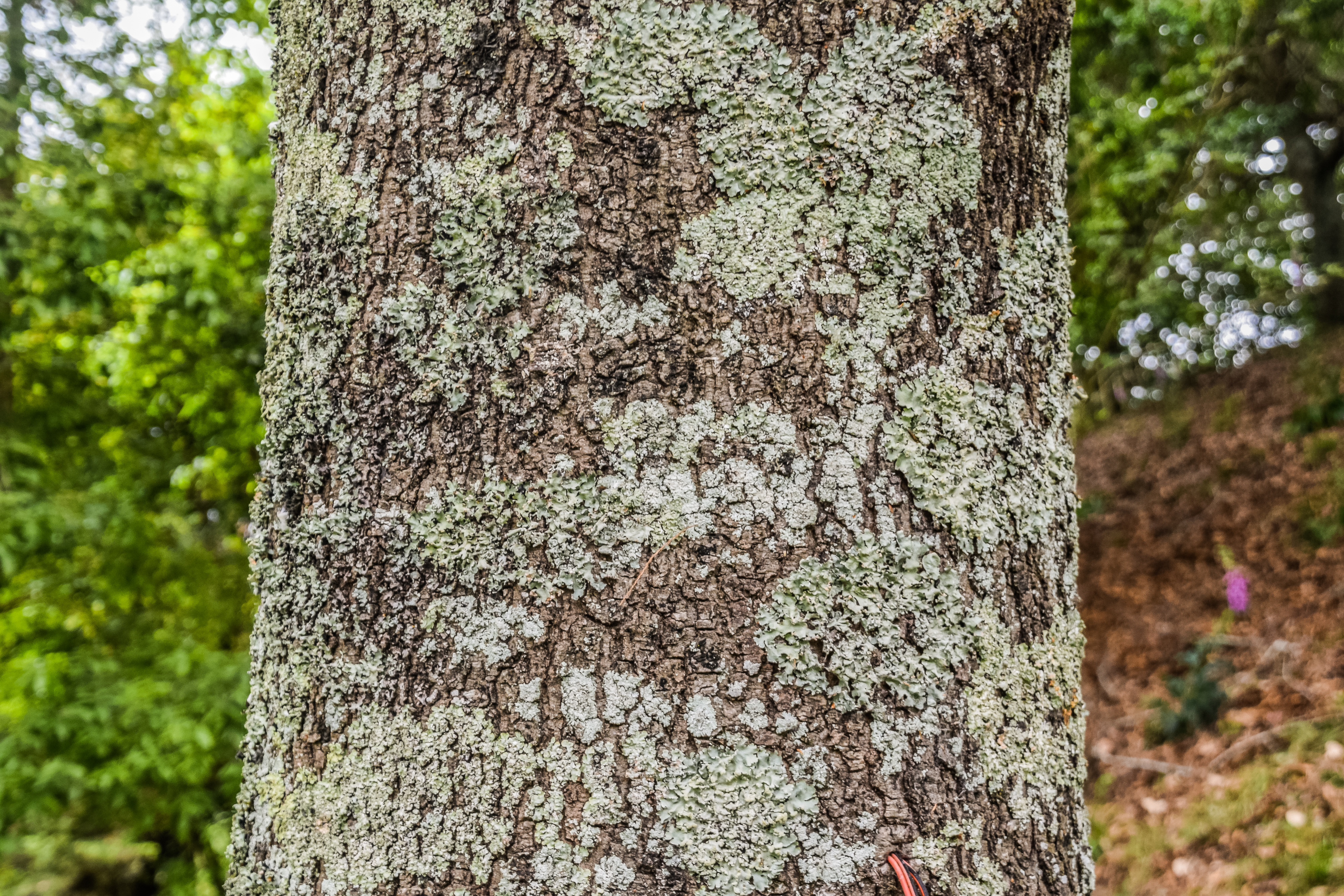
стовбур

Це напіввічнозелене дерево середнього розміру, до 27 метрів заввишки і стовбур до 30–60 см у діаметрі. Кора сіра, злегка тріщиниста. Гілочки тонкі, запушені протягом року, коричневі, пізніше сірі, з деякими помітними сочевицями. Листки довгасті або еліптичні, 3–10 × 1–4 см, тонкі але жорсткі; основа округла до серцеподібної, рідко клиноподібна; верхівка округла або віддалено гостра; край товстий, плоский або віддалено загнутий, цілий або хвилястий, або навіть іноді трохи дуже неглибоко зубчастий; верх темно блискуче-зелений, без волосся, крім інколи вздовж середньої жилки; низ блідіший, запушений; ніжка <0.5 см, трохи запушена. Жолудів поодинокі або в парі на короткій ніжці <0.5 см, однорічні, в жовтні; горіх яйцеподібний або злегка циліндричний, світло-коричневий, 1–1.5 см; чашечка вкриває <1/2 горіха.

## Середовище проживання
Країни поширення: Гватемала, Мексика (Чіапас).
Росте в хмарних лісах і додатково в дубових і сосново-дубових лісах; на висотах 750–2700 м. Він добре відновлюється на відкритих ділянках всередині лісу та на занедбаних полях, однак поїдання та витоптування вівцями є поширеною причиною загибелі молодих рослин.

## Використання
Використовується значною мірою як дрова, а також як тіньове дерево.

## Загрози
З часів доколумбового періоду великі площі лісів у високогір’ї Чіапас були розчищені для переробки вирощування однорічних культур та вирубувані для спалення дров та деревного вугілля. Також повідомлялося, що цей вид чутливий до кліматичних змін.